# Anton Klee
Anton Klee (Koersel, 3 september 1945) is een Vlaams scenarist en schrijver.

## Carrière
Anton Klee, geboren als George Nijst, kwam na zijn technische studies in de computerwereld terecht. Hij werkte als programmeur en productpromotor. Later werd hij manager van een microcomputerbedrijf.
Zijn liefde voor theater zorgde ervoor dat hij toneelstukken en scenario's begon te schrijven. Zo schreef hij onder andere afleveringen voor F.C. De Kampioenen (1991-1997, 1999-2001) en Thuis. Ook is hij schrijver van enkele toneelstukken.

## Lijst van toneelstukken
- A lonely cowboy
- Cheese
- De nonnen van navarone
- Een avondje uit
- Het experiment
- Poppen
- The rose garden
- Zeg me wat je wilt...en ik zal je zeggen waar, wanneer en hoe

- International Standard Name Identifier: 0000 0003 9326 2802
- Nederlandse Thesaurus van Auteursnamen: 07116734X
- Virtual International Authority File: 287535963
- WorldCat: E39PBJxrWJCpjhr4ghVq9dm68C